# Област на Донската войска
Областта на Донската войска (на руски: Область Войска Донского) е област на Руската империя, съществувала от 1786 до 1920 година. Заема територии от двете страни на южната част на днешната граница между Русия и Украйна, а столица първоначално е Черкаск, от 1806 година – Новочеркаск. Към 1897 година населението ѝ е около 2,6 милиона души, главно руснаци (67%) и малоруси (28%).
Създадена е през 1786 година след второто разделяне на дотогавашната Азовска губерния, като обхваща традиционните територии на донските казаци. След разпадането на Руската империя губернията е част от Украинската народна република, а през март 1919 година е завладяна от болшевиките. През 1920 година част от областта е включена в Донецка губерния, част от Украинската съветска социалистическа република, а останалата част е преобразувана в Донска област на Съветска Русия, като през следващите години границите между двете са неколкократно променяни.